# Rafał Pietrzak
Rafał Pietrzak (Sosnowiec, 30 de enero de 1992) es un futbolista polaco que juega en la demarcación de defensa para el Wieczysta Kraków de la I Liga de Polonia.

## Selección nacional
Tras jugar con la selección de fútbol sub-16 de Polonia, la sub-17, la sub-18 y la sub-19, hizo su debut con la selección absoluta el 7 de septiembre de 2018 en un encuentro de la Liga de Naciones de la UEFA 2018-19 contra Italia que finalizó con un resultado de empate a uno tras el gol de Piotr Zieliński para Polonia, y de Jorge Luiz Frello para Italia.

## Clubes
| Club                     | País    | Año       | Partidos | Goles |
| ------------------------ | ------- | --------- | -------- | ----- |
| Zagłębie Sosnowiec       | Polonia | 2008-2010 | 55       | 1     |
| Górnik Zabrze            | Polonia | 2010-2011 | 6        | 0     |
| Piast Gliwice (cedido)   | Polonia | 2011-2012 | 10       | 0     |
| Kolejarz Stróże (cedido) | Polonia | 2012-2013 | 25       | 0     |
| GKS Katowice             | Polonia | 2013-2016 | 86       | 3     |
| Wisła Cracovia           | Polonia | 2016-2018 | 18       | 1     |
| Zagłębie Lubin (cedido)  | Polonia | 2018      | 4        | 0     |
| Wisła Cracovia           | Polonia | 2018-2019 | 37       | 3     |
| Royal Excel Mouscron     | Bélgica | 2019-2020 | 15       | 0     |
| Lechia Gdańsk            | Polonia | 2020-2023 | 111      | 3     |
| Wieczysta Kraków         | Polonia | 2023-     | 57       | 0     |